# Coup de bélier
Le coup de bélier est un phénomène de surpression qui apparaît au moment de la variation brusque de la vitesse d'un liquide, par suite d’une fermeture/ouverture rapide d’une vanne, d'un robinet ou du démarrage/arrêt d’une pompe.
Cette surpression peut être importante, elle se traduit souvent par un bruit caractéristique, et peut entraîner la rupture de la conduite dans les grosses installations, du fait de la quantité de fluide en mouvement. Ce problème peut être résolu avec la mise en place d'un antibélier.

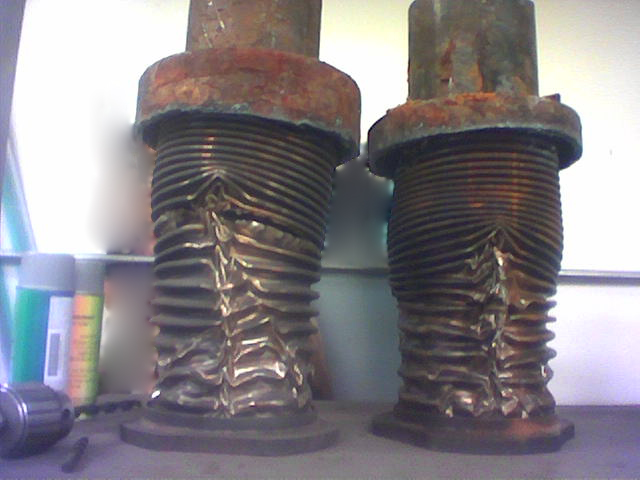
Joint de dilatation d'une conduite de vapeur détruit par un coup de bélier.

En utilisant le phénomène du coup de bélier, il est possible de concevoir un dispositif permettant de pomper un fluide à une certaine hauteur sans autre énergie que la force du même fluide : c'est le bélier hydraulique.

## Causes et conséquences
Lorsqu'une tuyauterie est brutalement fermée, la masse de liquide avant la fermeture est toujours en mouvement avec une certaine vitesse, générant une pression élevée ainsi qu'une onde de choc. Dans une plomberie courante, cela se manifeste par un bruit sourd, rappelant le son d'un coup de marteau. Les coups de bélier peuvent provoquer la rupture d'une tuyauterie si la pression atteinte devient trop élevée. Des accumulateurs hydrauliques peuvent être ajoutés sur le réseau de tuyauteries afin d'obtenir un effet amortisseur, protégeant le système.
Dans le cas d'une centrale hydroélectrique, l'eau circulant dans les tuyauteries ou tunnels peut être isolée de la turbine génératrice au moyen d'une vanne. Toutefois, si par exemple, le tunnel acheminant l'eau est un tube long de 14 km, de 7,7 m de diamètre et rempli d'eau circulant à 3,75 m/s, cela représente une très grande quantité d'énergie cinétique qui doit être dissipée instantanément. Pour cela, une chambre d’équilibre, ouverte en son sommet, peut être utilisée.
Dans une installation domestique, des coups de bélier peuvent se produire lorsqu'une machine à laver ou lave-vaisselle coupe son alimentation en eau. Cela se traduit généralement par un bang assez fort dans la tuyauterie.
D'autres causes des coups de bélier peuvent découler des défaillances d'une pompe ou encore la fermeture d'un clapet anti-retour.

## Moyens de prévention
Les coups de bélier peuvent être à l'origine d'accidents, mais le plus souvent, cela se limite à une rupture de tuyauteries ou du matériel qui y est raccordé. Les lignes transportant des fluides dangereux bénéficient d'une attention toute particulière lors de la conception, de la construction et de l'exploitation.
Les éléments suivants permettent de diminuer ou supprimer les coups de bélier:
- Réduire la pression de l'alimentation en eau, par l'installation d'un régulateur de pression.
- Réduire la vitesse du fluide dans la tuyauterie. Afin de réduire l'importance du coup de bélier, certains guides de dimensionnement recommandent une vitesse égale ou inférieure à 1,5 m/s.
- Installer des robinets avec une vitesse de fermeture lente.
- Utiliser des procédures d'ouverture et de fermeture sur une installation.
- L'installation d'une bouteille anti-coup de bélier, également appelée bouteille anti-pulsatoire ou antibélier.
- Mettre en place une chambre d’équilibre.
- Réduire les longueurs de tuyauterie droite par des coudes ou des lyres de dilatation, les coudes réduisant l'influence des ondes de pression.
- Employer des éléments de tuyauterie conçus pour des pressions élevées (solution coûteuse).
- Installer un volant d'inertie sur la pompe pour éviter un arrêt brusque de cette dernière.
- Installer un bypass (ligne de recirculation) au niveau de la pompe.
- Utiliser une vanne automatique de pompage pour les pompes.

## Amplitude de l'impulsion
Une des premières personnes à avoir étudié en détail le problème des coups de bélier est l'ingénieur italien Lorenzo Allievi.
Les coups de bélier peuvent être analysés par deux approches différentes, une théorie supposant le fluide incompressible et la conduite indéformable, ou une étude complète prenant en compte les différentes élasticités. Lorsque la durée de fermeture d'un robinet est grande comparée au temps mis par l'onde de pression pour se propager sur la longueur de la tuyauterie, la théorie ne prenant pas en compte la compressibilité du fluide et l'élasticité de la conduite est considérée comme valable, sinon il peut être nécessaire d’effectuer une analyse complète.

## Expression de la surpression liée au coup de bélier
À la fermeture d'une vanne préalablement traversée par un débit volumique Q, une surpression δP apparaît au droit de la vanne, dont la valeur est donnée par la formule de Joukovski :
- δP est la surpression, exprimée en Pa ;
- Q est le débit volumique, exprimé en m3/s ;
- Zh est l'impédance hydraulique, exprimée en kg/m4/s.

L'impédance hydraulique Zh de la conduite hydraulique détermine l'importance du coup de bélier. Elle est elle-même définie par :
avec :
- ρ la masse volumique du liquide, exprimée en kg/m3 ;
- A la section de la conduite, en m2 ;
- Beff le module de compressibilité effectif du liquide dans la conduite, exprimé en Pa.

Ce dernier résulte de la mise en série de plusieurs raideurs hydrauliques :
- la compressibilité propre du liquide, définie par son module de compressibilité adiabatique Bl, résultant de l'équation d'état du liquide généralement disponible sous forme de tables thermodynamiques ;
- l'élasticité des parois de la conduite, qui définit un module de compressibilité équivalent Beq. Dans le cas d'une conduite de section circulaire dont l'épaisseur des parois e est petite devant le diamètre D, le module de compressibilité équivalent est donné par {\displaystyle B_{eq}={\frac {e\,E}{D}}}, E étant le module d'Young (exprimé en Pa) du matériau constitutif de la conduite ;
- éventuellement la compressibilité Bg du gaz non dissous dans le liquide, définie par {\displaystyle B_{g}={\frac {\gamma \,P}{\alpha }}}, γ étant le rapport des chaleurs spécifiques du gaz, α le taux d'aération (la fraction volumique de gaz non dissous), et P la pression (en Pa).

Ainsi, le module de compressibilité effectif vérifie :
Par suite, on voit que l'on peut atténuer le coup de bélier en :
- augmentant le diamètre de la conduite à débit constant, ce qui diminue l'inertie de la colonne de liquide à arrêter ;
- choisissant pour la conduite un matériau ayant un module d'Young plus faible ;
- introduisant un dispositif qui augmente la souplesse d'ensemble du circuit hydraulique, par exemple un accumulateur hydraulique ;
- éventuellement, lorsque cela est possible, en augmentant le pourcentage d'air non dissous dans le liquide.

## Théorie du coup de bélier et modèle numérique
Nikolaï Joukovski , d’une part, et Lorenzo Allievi, d’autre part, établissent les deux équations aux dérivées partielles (EDP) liant la variation de vitesse d’un fluide à sa pression, en considérant les frottements de l’eau sur la conduite. Ces équations modélisent la transformation de l’énergie cinétique du fluide en mouvement, en énergie potentielle emmagasinée dans les déformations élastiques de l’eau. À ce jour, c’est encore ce modèle qui est utilisé pour décrire le phénomène réel. Ces équations de Joukovski sont « hyperboliques ». En d’autres termes, elles traduisent le caractère fini de la célérité de propagation d’une perturbation dans une conduite. En outre, ces deux EDP constituent un couple non linéaire pour lequel il n’existe pas de solutions analytiques. En revanche, des méthodes de résolution graphique de ces équations ont été développées au début du XXe siècle : en France, celle de Bergeron est la plus connue.
À partir des années 1950, des solutions numériques ont été développées, grâce à l’avènement de l’informatique. E. Benjamin Wyllie et Victor L. Streeter marquent les années 1970 en étudiant le coup de bélier (water hammer) dans des systèmes complexes composés de plusieurs conduites à diamètre variable, de pompes et de turbines. Ils élargissent le champ d’étude en soulignant notamment l’importance de la maîtrise de cet effet dans les chambres de combustion des moteurs diesels. Parallèlement, ils appliquent la méthode dite « des caractéristiques » au modèle analytique afin d’obtenir la résolution numérique approchée des EDP. Cependant, bien que cette dernière méthode prédise une valeur fiable du premier pic de pression, elle ne permet pas de restituer correctement l’amortissement du phénomène oscillatoire, c'est-à-dire celui de la dissipation d’énergie par frottement. C’est Hanif Chaudhry qui développe, plus tard, les méthodes des différences finies, plus précises dans la retranscription. Parmi celles-ci, c’est le schéma d’intégration numérique de R. Maccormack qui concilie le mieux la convergence rapide et la stabilité de la solution approchée vers la solution réelle . En effet, ce schéma dit « explicite en temps » comporte une phase de prédiction et une phase de correction de l’approximation par différences finies de l’équation.
Aujourd’hui, dans un contexte de fort enjeu sur la gestion de la ressource en eau, nombre de laboratoires se consacrent à l’approfondissement de l’étude du coup de bélier. Plusieurs pistes d’évolutions et/ou de remise en question se font jour. Par exemple, Flor Lizeth Torres Ortiz montre que l’analyse numérique du phénomène permet de détecter les fuites et donc de réduire les pertes d’eau sur les réseaux d’adduction. En même temps, un récent colloque international remet en cause les équations de Joukovski au motif que, dans certaines conditions, celles-ci ne prédisent pas correctement la pression maximale atteinte.

## Bélier hydraulique
Un bélier hydraulique est un dispositif utilisant le coup de bélier, inventé en 1792 par Joseph-Michel Montgolfier, permettant de pomper de l'eau et de l'envoyer à une certaine hauteur grâce à une source d'eau située en amont à une hauteur plus faible. Cet appareil est uniquement mécanique et hydraulique.
Grâce à un clapet, l'eau arrivant dans le bélier hydraulique est arrêtée brusquement, créant une surpression qui permet l'élévation du liquide.